# Philodendron tweedieanum
Philodendron tweedieanum är en kallaväxtart som beskrevs av Heinrich Wilhelm Schott. Philodendron tweedieanum ingår i släktet Philodendron och familjen kallaväxter. Inga underarter finns listade.